# Lophopodella capensis
Lophopodella capensis is een mosdiertjessoort uit de familie van de Lophopodidae. De wetenschappelijke naam van de soort is, als Lophopus capensis, voor het eerst geldig gepubliceerd in 1908 door Sollas.